# Bigadiç
Bigadiç és un municipi i districte de la província de Balıkesir a la regió de la Màrmara, a Turquia. Antigament coneguda com a Akhira[us] (grec medieval: Αχυρά[ους]), podria ser la mateixa ciutat que apareix amb el nom de «Laquera» o «La Quera» en fonts medievals catalanes.